# الغواصة الألمانية يو-860
غواصة يو-860 غواصة يو بوت ألمانية من الفئة التاسعة دي2 بنيت لسلاح بحرية ألمانيا النازية كريغسمارينه، في أحواض بناء السفن والآلات الألمانية وإيه جي فيزر في بريمن خلال الحرب العالمية الثانية. أبحرت يو-860 في 11 أبريل 1944 أغرقت في جنوب المحيط الأطلسي بطائرة من يو إس إس سولومونز في 15 يونيو.